# Postaja za tehtanje
Postaja za tehtanje je kontrolna točka nameščena ob avtocesti z namenom kontrole teže vozila. Običajno so inšpekcijski pregledi namenjeni tovornim vozilom in gospodarskim vozilom.
Postaje za tehtanje so opremljene s posebnimi tehtnicami za tovornjake. Nekatere tehtnice so narejene tako, da omogočajo tehtanje med premikanjem tovornjakov, medtem ko starejše tehtnice zahtevajo, da se tovornjaki na tehtnici popolnoma ustavijo. Uporabljene so tudi različne lestvice, od enoosnih lestvic do večosnih sklopov. Posebne signalne lučke na sami tehtnici označujejo, če je vozniku potrebno odrediti še dodatni pregled, v kolikor pa je vozilo znotraj predpisane teže, se pa lahko vrne na avtocesto.
Številne pristojne službe uporabljajo mobilne tehtnice, saj omogočajo postavljanje tehtalnih postaj na katerem koli mestu. Mobilne tehtnice omogočajo državam, da postavijo začasne lestvice za posamezne primere, kot so sezonske kontrolne točke ali začasne kontrolne točke na stranskih cestah, ki jih pogosto uporabljajo tovornjaki. Na tak način preprečujejo, da se vozniki ne morejo izogibati tehtnicam na določenih lokacijah. Mobilne tehtnice se lahko postavijo na posebnih v naprej pripravljenih lokacijah ob cesti, ki pa niso običajne za voznike. Bolj pogost razlog za postavitev mobilnih tehtnic je spremljanje tovornjakov med sezono obiranja sadežev.